# Công ty Trách nhiệm hữu hạn Cổ phần Thực phẩm & Gia vị Hải Thiên
Công ty Trách nhiệm hữu hạn Cổ phần Thực phẩm & Gia vị Hải Thiên (tiếng Trung: 海天味业; Hán-Việt: Hải Thiên vị nghiệp) là một công ty đại chúng Trung Quốc chuyên sản xuất nước chấm và đồ gia vị. Đây là nhà sản xuất xì dầu lớn nhất trên thế giới.

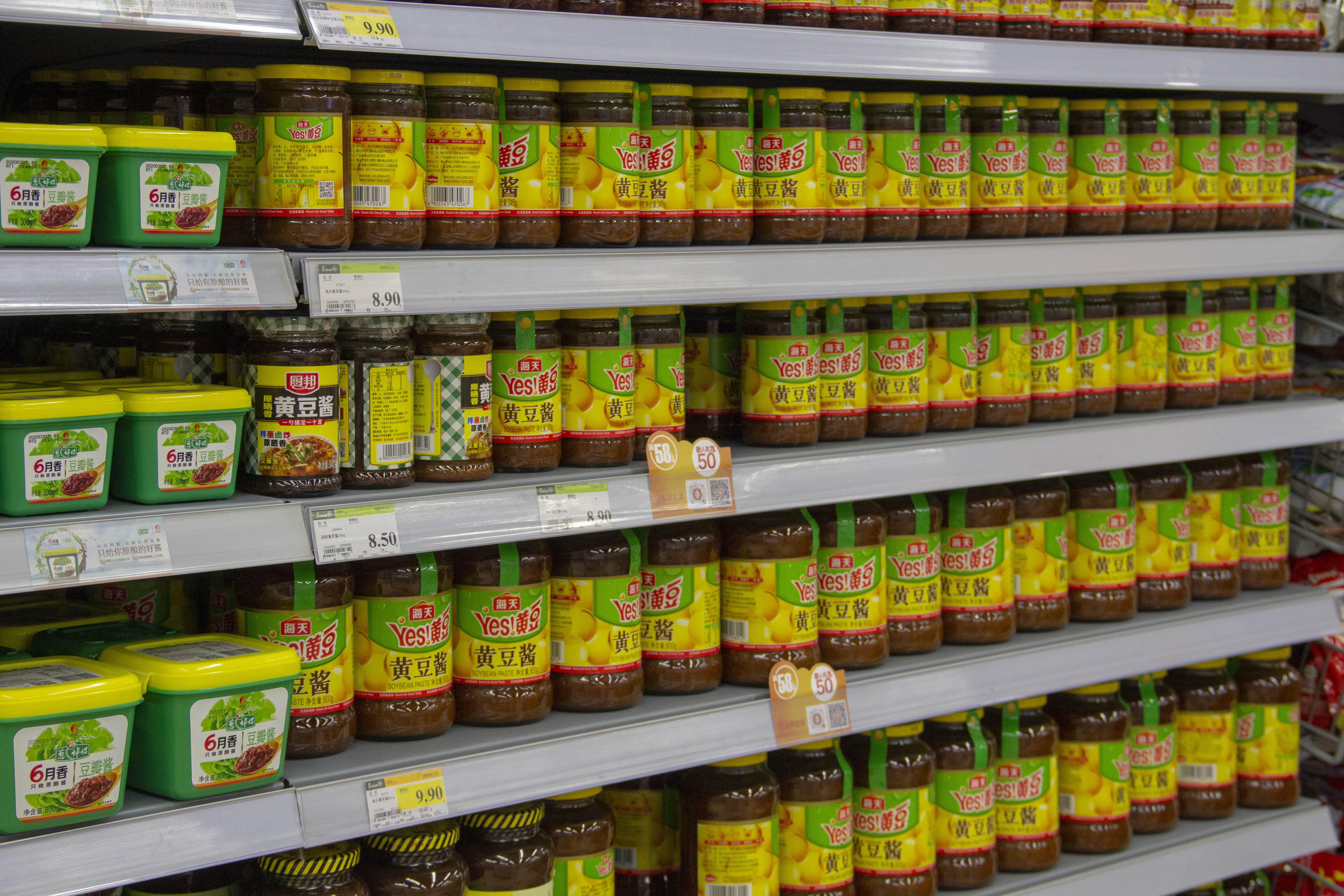
Đậu tương lên men của Hải Thiên

## Hoạt động
Công ty đặt trụ sở tại tỉnh Quảng Đông, Trung Quốc. Chủ tịch Hội đồng quản trị là tỷ phú Bàng Khang. Doanh thu năm 2012 ở vào khoảng 7 tỷ nhân dân tệ.
Năm 2010, hãng này nắm giữ từ 16-19% thị phần xì dầu Trung Quốc. Đối thủ cạnh tranh chủ yếu là hai hãng Kikkoman của Nhật Bản và Lý Cẩm Ký của Hồng Kông. Ngoài ra công ty còn sản xuất các loại nước chấm và đồ gia vị khác như dầu hào, tương đen, tương tôm và giấm.

## Lịch sử
Công ty được thành lập vào thế kỷ 17 dưới dạng tổ hợp các xưởng sản xuất nước chấm ở Phật Sơn.
Năm 2007, công ty được các công nhân viên bồi thường từ chính quyền thành phố Phật Sơn. Năm 2014, công ty trải qua đợt IPO trên Sàn Giao dịch Chứng khoán Thượng Hải nhằm huy động thêm vốn cho quá trình mở rộng. Vốn công ty đã tăng lên 3,84 tỷ nhân dân tệ sau khi chào bán thành công 74,85 triệu cổ phiếu.